# Vélo'v

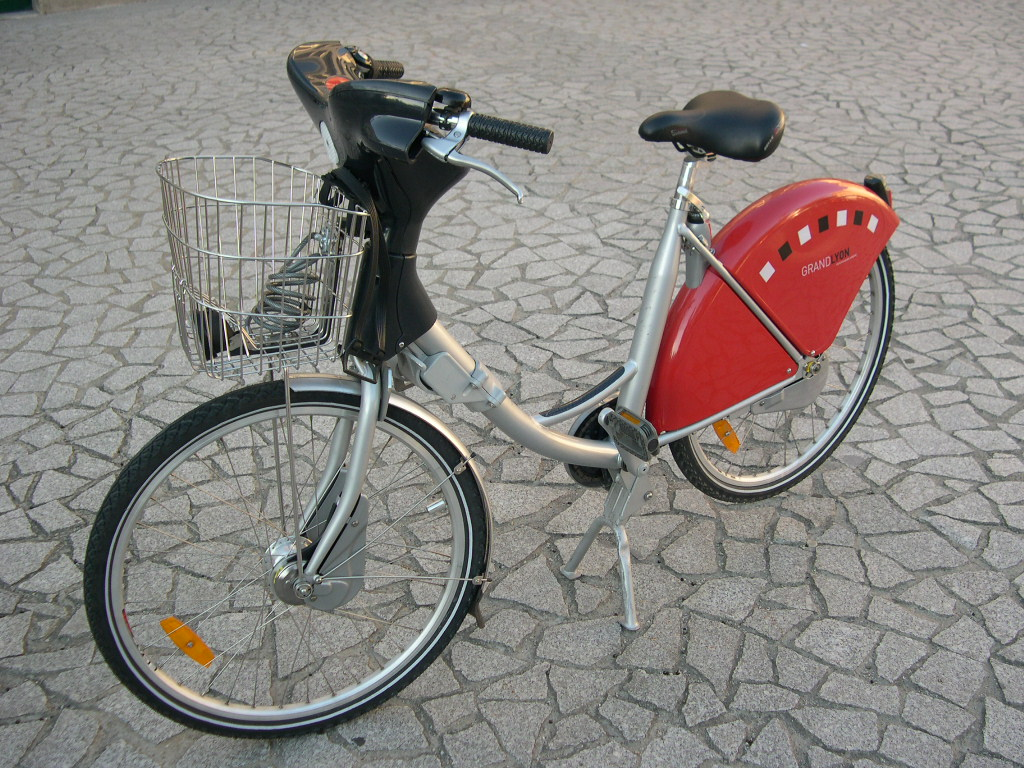
Un vélo'v

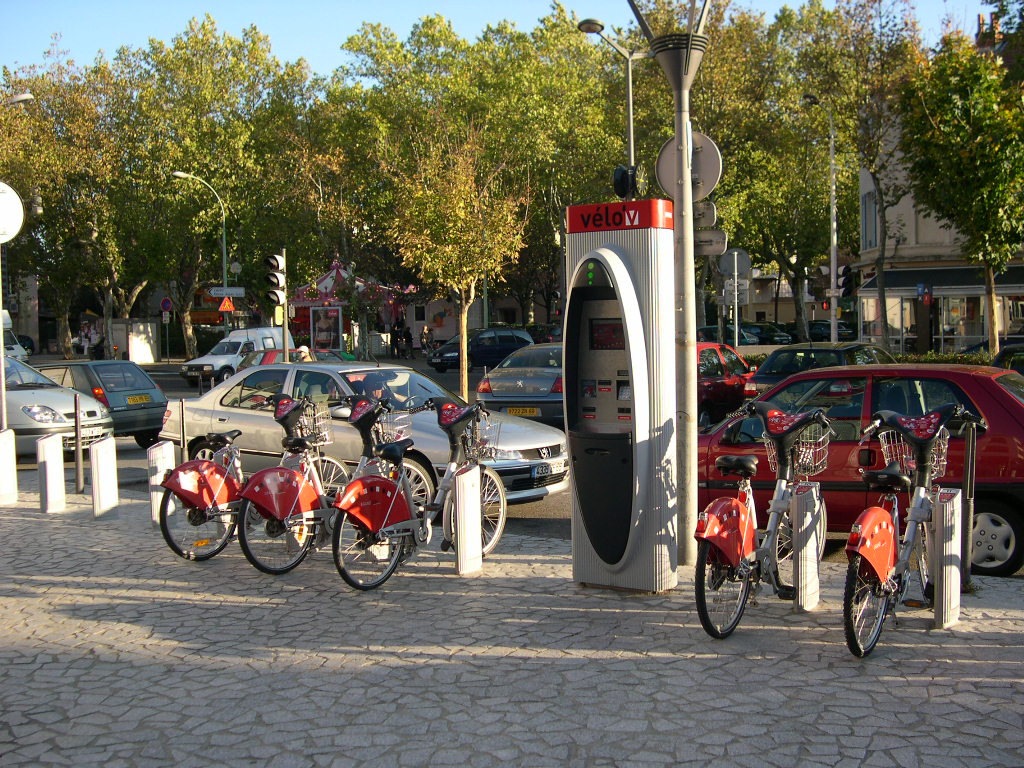
Station vélo'v, place des Compagnons de la chanson dans le 5e arrondissement de Lyon

Vélo'v désigne un système de vélos en libre-service mis en place dans la métropole de Lyon et géré par l'entreprise JCDecaux depuis le 19 mai 2005. C'est le nom sous lequel JCDecaux exploite son système Cyclocity à Lyon et Villeurbanne.

## Principe

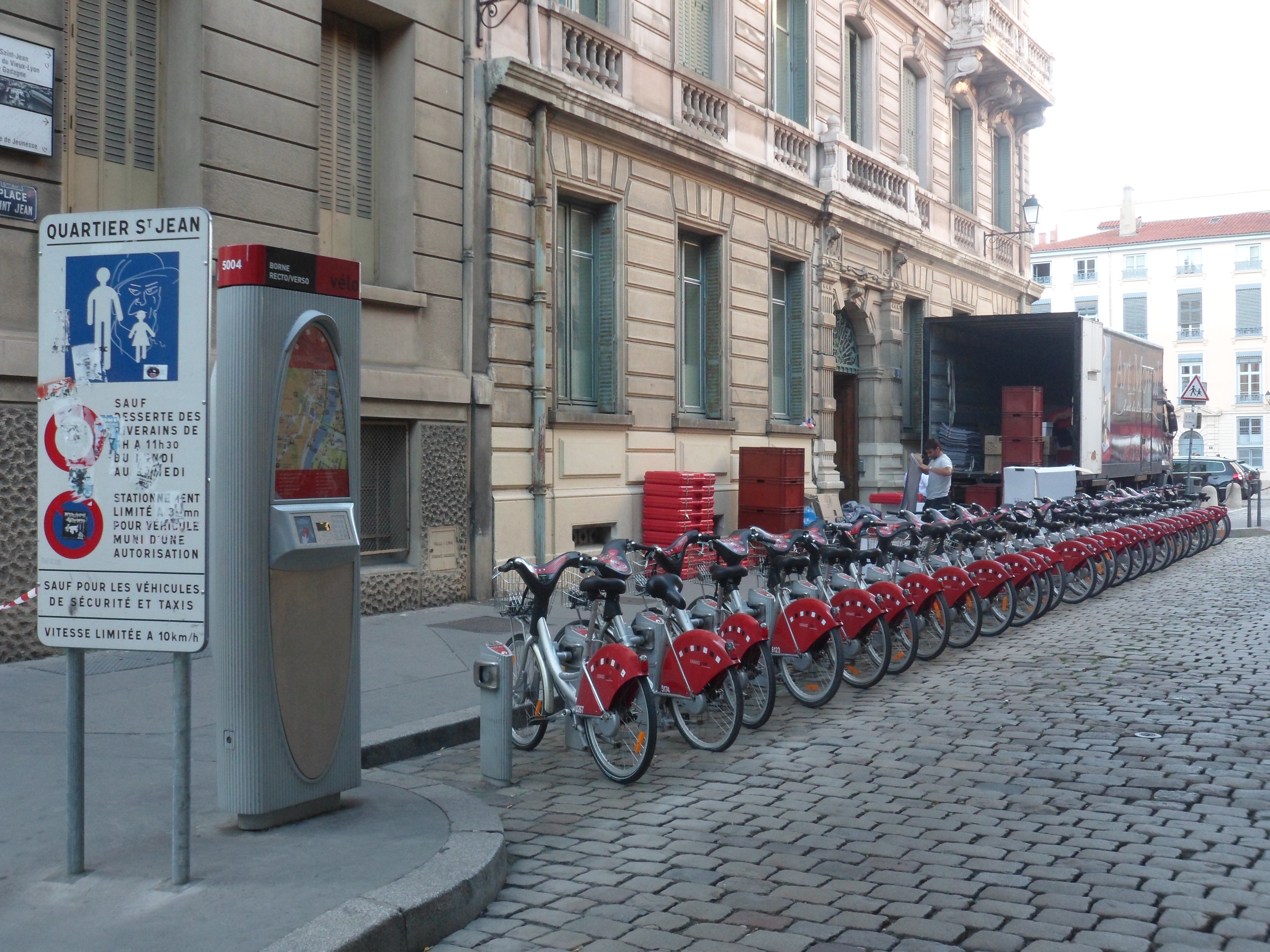
Station Vélo'v dans le Vieux Lyon

Environ 5 000 vélos équipés de moyeux à vitesses intégrées (3 vitesses, sans dérailleur, ni pignons) sont disponibles 24 heures sur 24 et 7 jours sur 7, répartis dans plus de 400 stations disséminées dans 24 communes de la métropole de Lyon (424 stations au 10 janvier 2021). Dans certaines stations, une borne permet d'acquérir une carte (courte durée) payable par carte bancaire. Une caution de 150 € est retenue en cas de non-restitution du vélo (c'est-à-dire si le vélo n'est pas rendu dans les 24 heures une fois loué) ou en cas de grosse détérioration du vélo par l'utilisateur.
Depuis le 1er juin 2018, le ticket 1 trajet coûte 1,80 € et la formule 24 heures 4 €. L'abonnement longue durée coûte 31 € (avec une caution de 150 € en cas de perte du Vélo'v) et est valable un an. Les 14-25 ans et les bénéficiaires du RSA disposent d'un abonnement longue durée de 16,50 € et 15 € respectivement (caution identique).
L'abonnement longue durée est fourni sur une carte Vélo'v, ou sur une des cartes partenaires suivantes : la carte Técély (abonnement TCL), la Carte Oùra (carte de transport multimodal de la région Rhône-Alpes), et, depuis février 2012, la carte Car2go (véhicules en libre service).
À chaque location, les 30 premières minutes sont gratuites ; les cartes partenaires permettent de bénéficier d'une durée de gratuité plus longue : 45 minutes (cette durée était d'une heure jusqu'en 2017). Les demi-heures suivantes sont facturées 0,05 €/min, 0,10 €/min et 0,15 €/min respectivement, avec un plafond fixé à 35 € par location. Ceci incite les utilisateurs à ne pas garer temporairement les vélos où ils le désirent, mais à les replacer en station, quitte à en reprendre un plus tard. Toutefois, si un utilisateur a besoin d'effectuer un long trajet, il peut poser et reprendre son vélo dans n'importe quelle station pour avoir un nouveau crédit-temps gratuit (sauf avec la formule 1 trajet).
Malgré des navettes de récupération guidées par un système informatique, certains utilisateurs se plaignent de trouver des stations vides ou au contraire pleines, ce qui empêche la restitution du vélo et oblige à chercher une autre station où des places sont disponibles. Néanmoins, lors de l'arrivée à une station pleine et en s'identifiant à la borne, l'utilisateur d'un Vélo'v a la possibilité de bénéficier de 15 minutes gratuites supplémentaires, et de consulter la liste des stations à proximité ayant des bornes disponibles.
La procédure pour louer un vélo se déroule ainsi :
- présenter la carte à une borne Vélo'v ;
- choisir un vélo parmi ceux proposés ;
- effectuer son trajet ;
- une fois le trajet effectué, rendre le vélo en l'enclenchant dans une des bornettes libres d'une station Vélo'v.

Depuis fin mai 2018, il est aussi possible de louer un vélo via l'application Vélo'v officiel, sans avoir à passer par la borne.
Des stations dites « stations bonus », généralement isolées sur les hauteurs où les vélos sont rarement raccrochés offrent 30 minutes à l'abonné qui y dépose son vélo. Ceci ne fonctionne cependant pas d'une station bonus à une autre, il faut que le vélo provienne d'une station classique.

## Utilisateurs
En juin 2007, le système comptait 60 000 abonnés,, statistiquement répartis ainsi :
- 86 % habitent Lyon ou Villeurbanne ;
- 55,1 % ont moins de 30 ans ;
- 59,4 % sont des hommes ;
- 34,4 % sont des cadres ou profession libérale ;
- 32 % sont étudiants.

Dans l'ensemble, 60 000 kilomètres étaient alors parcourus par jour, avec 64 % de trajets domicile-travail. Le service était alors utilisé 30 000 fois par jour en moyenne.
D'autre part, en 2007, un vélo sur quatre dans les rues de Lyon était un Vélo'v. En termes de déplacements, le site officiel estimait que Vélo'v représentait un tiers des déplacements à vélo à Lyon et Villeurbanne.
Le 19 mars 2009, le dispositif a établi un record avec 33 701 locations, lors d'une journée de grève et de manifestation. Le 24 septembre 2009, un nouveau record a été atteint avec 44 843 locations et 89 686 km parcourus, lors d'une journée de grève des TCL.
À l'occasion des 5 ans du système, il a été établi que 27,7 millions de locations avaient été effectuées depuis la mise en service, 58 millions de kilomètres parcourus et d'une moyenne de 42 000 abonnés actifs par an. Les statistiques 2009 dévoilées à cette occasion faisaient état de 15 000 à 20 000 locations par jour en moyenne et indiquaient que 75 % des utilisateurs avaient entre 18 et 35 ans. À cette date, la part de déplacement à vélo avait doublé par rapport à 2005, avec 2,5 % du total.
Au mois d'octobre 2014, et depuis leur lancement en juin 2005, la flotte des Vélo'v a parcouru 110 millions de kilomètres. Ce service compte plus de 54 000 abonnés longue durée et 20 000 locations par jour. Le 11 septembre, Vélo'v a réalisé un nouveau record : dans la journée 36 292 locations ont été comptabilisées, soit une moyenne d'un Vélo'v loué 10 fois dans la même journée. Ce chiffre est le plus important de ces 5 dernières années en période normale puisque la barre des 35 000 locations n'avait pas été enregistrée depuis 2009.
2014 est l'année de tous les records :
- 8 300 000 locations depuis ses débuts
- un Vélo'v emprunté toutes les 5 secondes
- 23 000 usagers quotidiens
- + 17 % depuis 2013
- fréquence d'utilisation la plus élevée de France

Le 12 mai 2015, le nombre d'abonnés longue durée à Vélo'v atteint les 60 000.
Autres statistiques (été 2016) :
- 6,5 utilisations par Vélo'v et par jour
- 8,5 millions de trajets par an
- 348 stations pour 4 000 Vélo'v en 2016
- 64 000 abonnés longue durée
- 100 nouvelles stations pour 1 000 Vélo'v supplémentaires d'ici 2020

En 2017 :
- près de 25 000 locations par jour
- plus de 8 millions de trajets chaque année
- 68 500 abonnés longue durée

Prévisions 2018 :
- 80 nouvelles stations seront installées à partir de juin 2018
- 2 500 nouveaux points d'accroche
- 1 000 Vélo'v à assistance électrique seront disponibles en location longue durée dès le printemps 2018

En 2018 :
- 75 665 abonnés au service Vélo'v, soit une hausse de 10 % depuis le remplacement des 4 000 cycles en une nuit en juillet 2018[15].

En 2019 :
- 77 500 abonnés
- 5 000 Vélo'v en service d'ici fin 2020
- 21 nouvelles communes d'implantation
- 428 stations Vélo'v d'ici 2020 (80 de plus par rapport à début 2019, soit 700 points d'attache supplémentaires), dont 30 ouvertes durant l'été 2019[17]
- 8 000 Vélo'v révisés chaque année

Sur les 13 premiers jours de septembre 2020 :
- 72 000 abonnés
- 35 000 locations par jour en moyenne : chacun des 5 000 vélos a été loué en moyenne 8 fois par jour
- plus de 43 000 locations le 10 et le 13 septembre 2020
- 4 nouvelles stations prévues (112 places), portant le nombre total de stations dans la Métropole à 424

En 2021 :
- 49 063 locations la journée du 30 septembre[19]
- 1 144 228 locations en septembre[20]
- 9 124 238 locations sur l'ensemble de l'année 2021[21]
- passage de 348 à 428 stations, agrandissement de 60 stations existantes[21]
- 25 000 locations par jour en moyenne[21]
- un vélo'v est loué en moyenne par 6 personnes par jour (12 locations par vélo et par jour en septembre 2021)[21]
- 76 156 abonnés au service[21]
- plus de 9,1 millions de locations de Vélo'v en 2021[22]

En 2022 :
- 10 535 931 locations sur l'année[23] (+16 % par rapport à 2021)
- 83 985 abonnés[23] (+10 % par rapport à 2021)

En 2024 :
- 91 146 abonnés[24] (+8,5 % par rapport à 2022)

## Matériel et maintenance

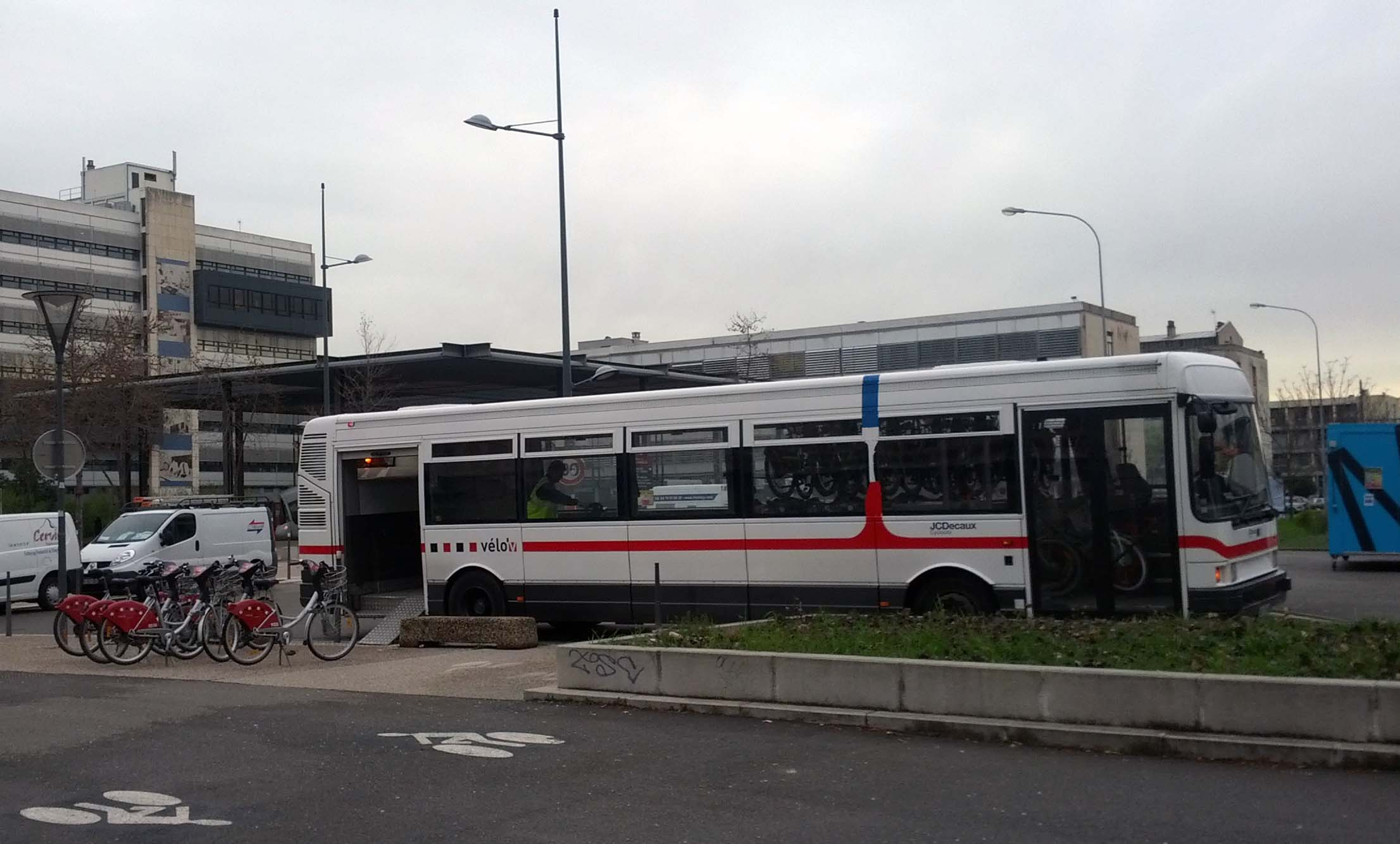
Bus de maintenance Vélo'v à la Doua, près de la station 10102 (La Doua / Gaston Berger).

Les vélos sont conçus depuis 2005 par l'entreprise stéphanoise Mercier.
Les vélos en circulation font environ trente kilomètres par jour et sont fortement exposés aux contraintes de la circulation urbaine D'autre part, ils sont aussi la cible d'actes de vandalisme. Au milieu de l'année 2006, une version plus solide et plus simple d'utilisation de l'antivol (la petite clé rouge) est produite.
En 2021, 25 % des vélos du parc ont été dégradés.
Des ateliers de réparation et maintenance, ainsi que des unités mobiles, sont gérés par JCDecaux. Durant les 5 premières années, 36 000 vélos ont été réparés.
Trois types de véhicules sont utilisés pour la maintenance des vélos et des stations, mais aussi le transport des vélos :
- Des techniciens circulent sur des vélos équipés de remorques. Les remorques contiennent les outils permettant de réparer les dégâts peu importants subis par les Vélo'v (crevaisons, chaînes déraillées, etc.).
- Des camionnettes permettent de transporter les vélos afin d'équilibrer les stations.
- Des bus réformés du service commercial (ex-TCL), de type Renault R312, ont été transformés en unités mobiles de maintenance. La porte centrale a été supprimée et la porte du fond est équipée d'une rampe pour le transfert des vélos. Un système pneumatique de levage permet de suspendre et déplacer les vélos à l'intérieur du bus. Ces bus sont soumis à la réglementation des poids lourds (bandes réfléchissantes à l'arrière et disques de vitesses 80 / 90). Ces bus permettent de transporter un grand nombre de vélos.

En 2010, à l'occasion des 5 ans des Vélo'v, l'entreprise introduit une nouvelle génération de vélos, plus légers grâce à un guidon plus étroit, à l'image de ceux proposées dans d'autres villes françaises par JCDecaux.
La communauté d'utilisateurs Vélo'v a rapidement mis en place un système d'information aux techniciens et aux autres utilisateurs de la présence d'un problème rendant le bicycle inutilisable : la selle du Vélo'v est retournée.
La série 15 000, introduite en 2015, voit arriver la présence d'une manette de réglage facile de la selle et pour certains vélos, le passage automatique des vitesses.
Un rappel de 4 600 vélos sur toute la France présentant un problème de freins arrière lors de la fabrication a lieu en 2016.
Dans la nuit du 17 au 18 juillet 2018, l'ensemble des vélos a été remplacé par des vélos nouvelle génération, plus légers et dont le feu arrière projette au sol la distance de sécurité à respecter,.
En février 2020, apparaissent les e-Vélo'v, à assistance électrique (la batterie est en option de location) : 2 500 sont déployés.

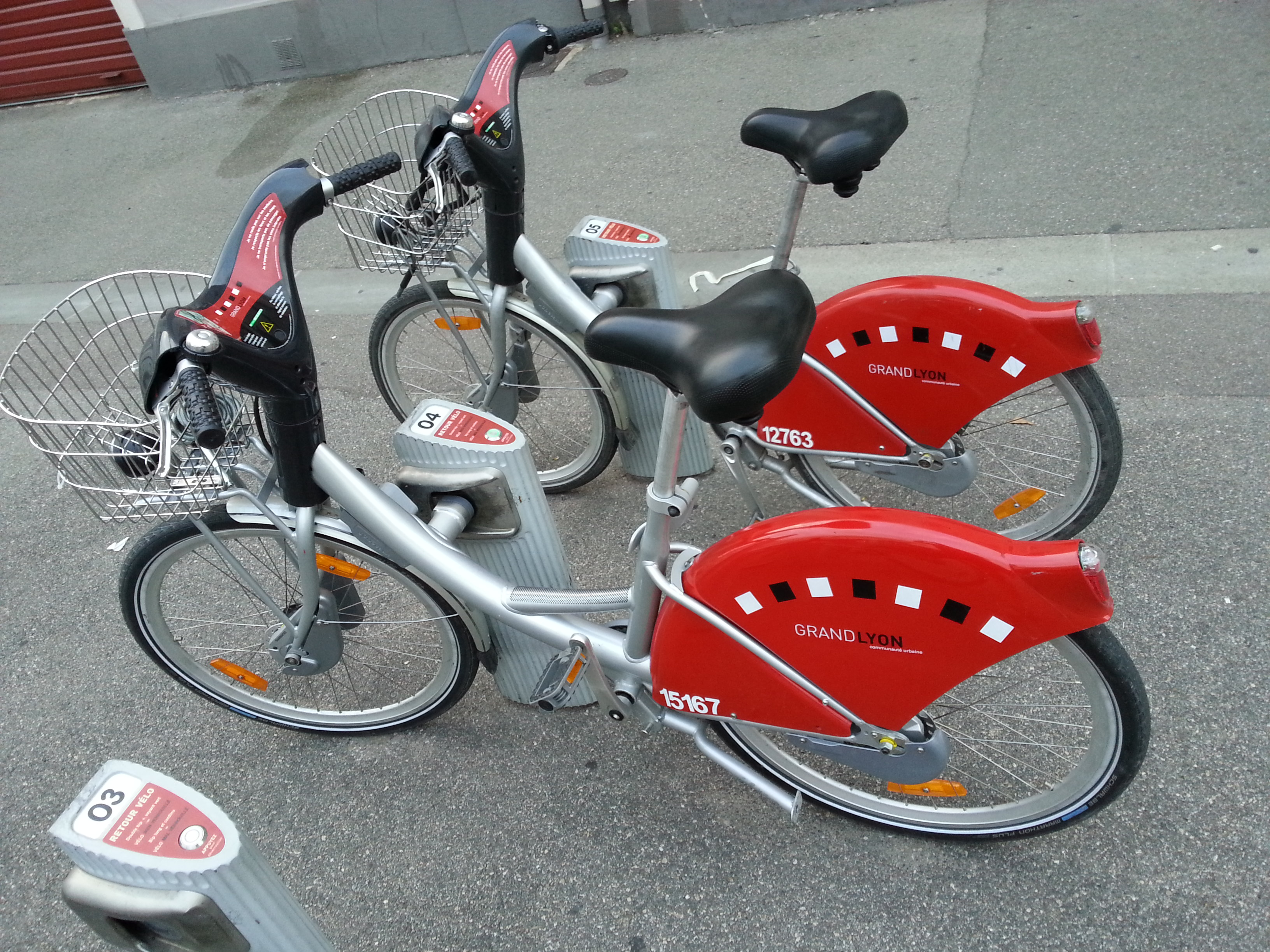
Vélo'v de la série 15 000 introduit en 2015
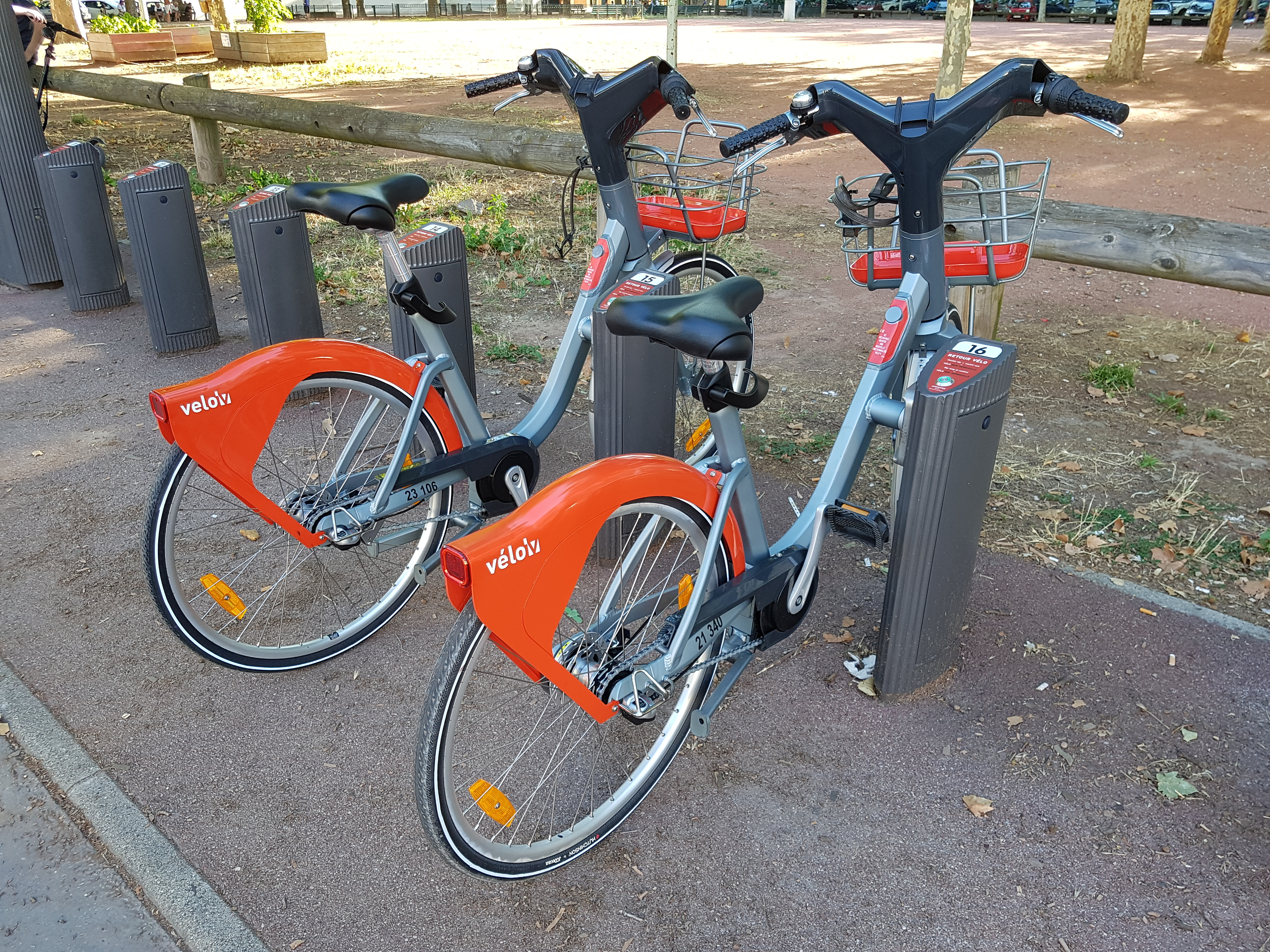
Vélo'v nouvelle génération, introduit en juillet 2018
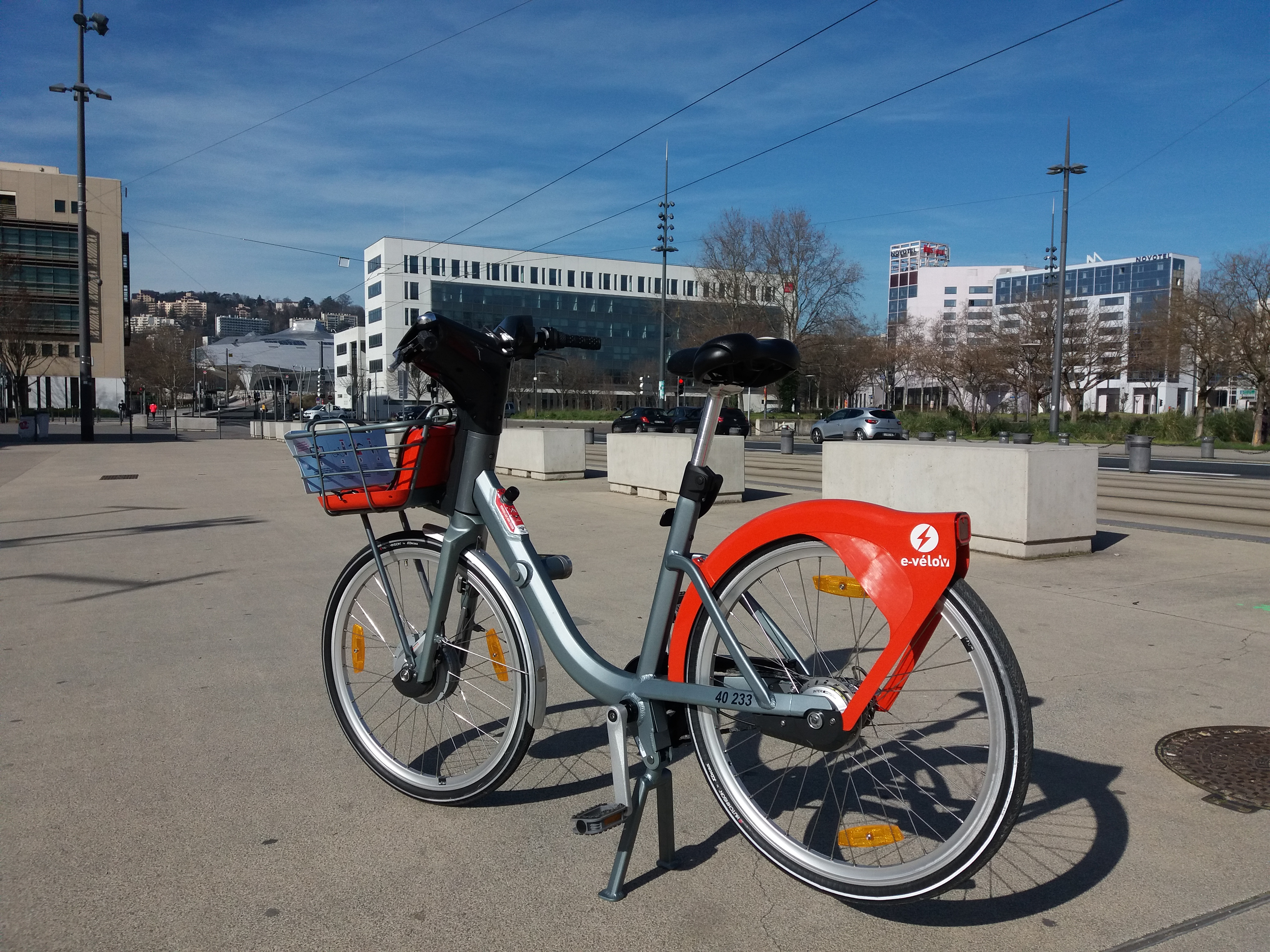
e-Vélo'v déployé en février 2020
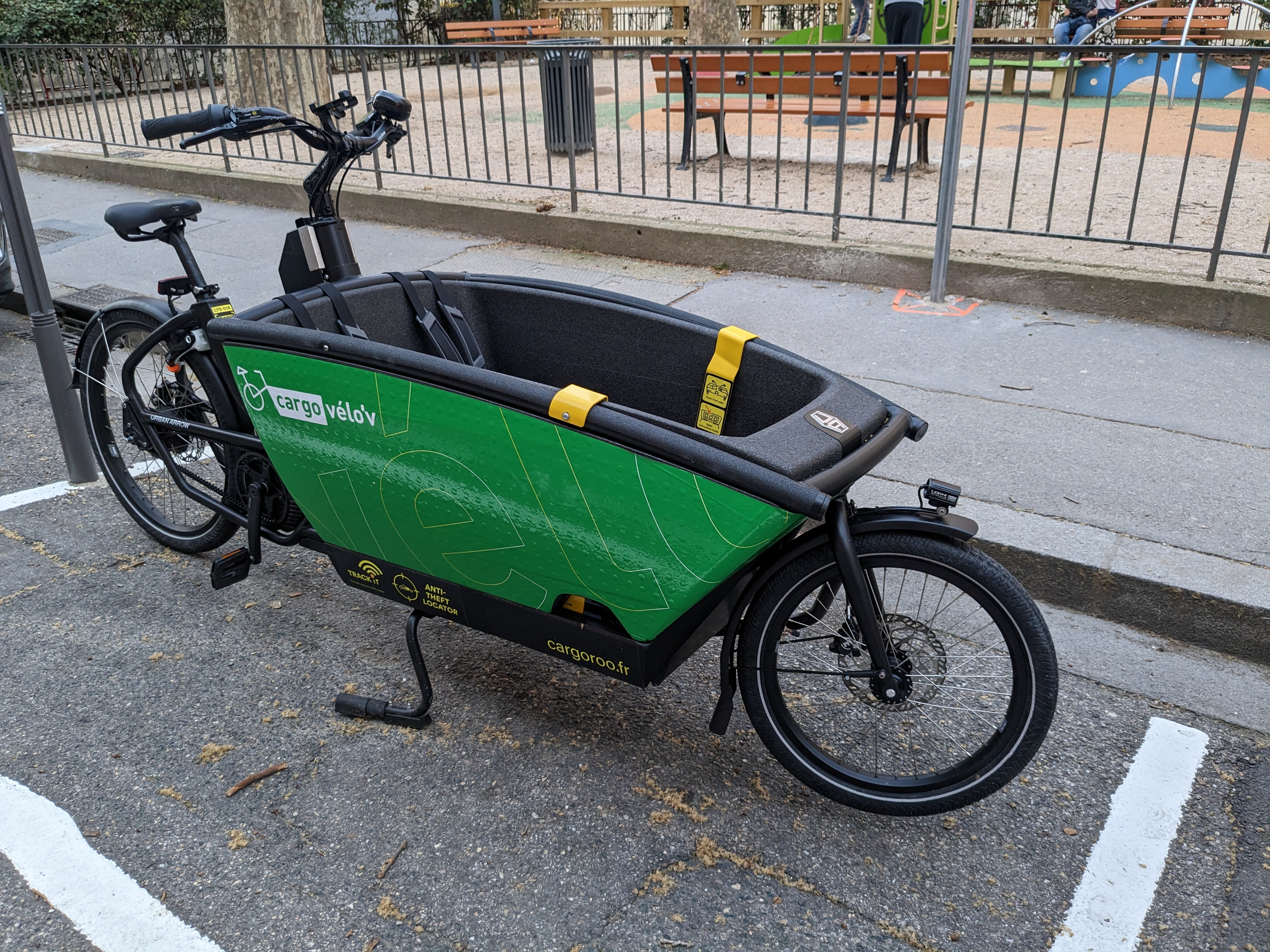
Le Cargo Vélo'v, arrivé en 2023

En mars 2023, un nouveau service de Vélo'v Cargo est lancé, en partenariat avec l'entreprise néerlandaise Cargoroo, pour une période d'expérimentation avec 20 vélos installés dans 20 stations équipées de points d'accroche spéciaux ou d'emplacements dédiés. Malgré un succès grandissant, près de 23 000 kilomètres parcourus, la société a déposé le bilan.

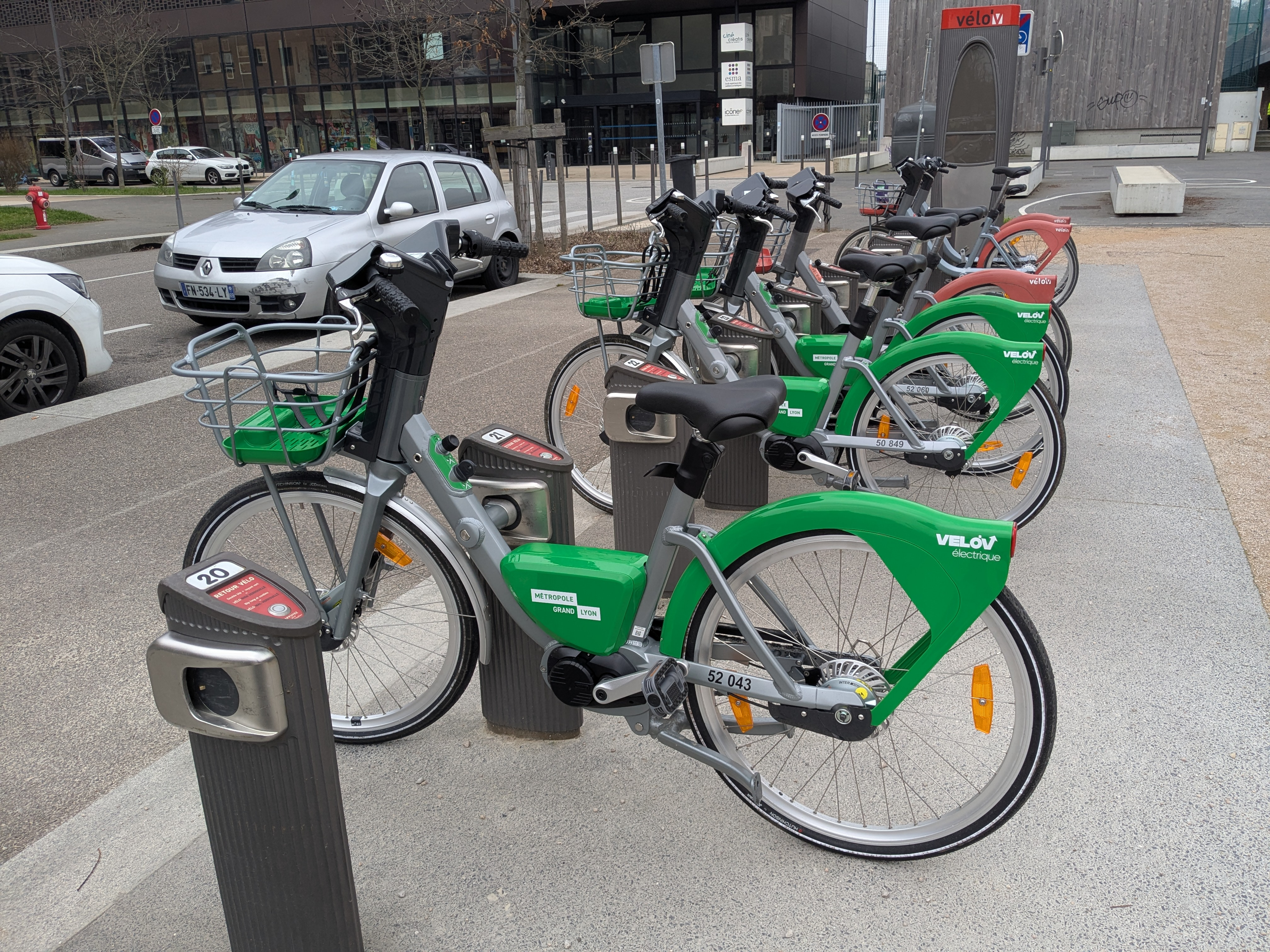
Les Vélo'v électriques apparus en 2025.

En 2025, un nouveau modèle à assistance électrique est déployé dans la nuit du 28 au 29 janvier : 2 500 vélos sont installés dans les 428 stations disposant de points d'accroche électrifiés. La batterie intégrée offre 40 kilomètres d'autonomie pour le moteur intégré dans le pédalier. Sont inclus un nouveau système de verrouillage à clé pour les arrêts minute et une prise de recharge pour les smartphones. Leur vitesse est limitée à 20 km/h pour les utilisateurs occasionnels et pour le premier mois des abonnés, elle passe à la vitesse maximale autorisée de 25 km/h à partir du deuxième mois d'abonnement.

## Couverture géographique
Si le plan d'implantation a prévu une station tous les 300 mètres environ, certains quartiers excentrés de la ville de Villeurbanne tels que les Brosses ou la cité Saint-Jean ne sont pas dotés de telles installations.
En revanche, quelques stations ont été installées au-delà du périmètre Lyon-Villeurbanne. En septembre 2007, une station a été installée à Caluire-et-Cuire, à proximité du terminus du métro C. Une station a été installée en décembre 2007 au Carré de soie, à Vaulx-en-Velin, à proximité du terminus du métro A et du tramway T3.

## Vols et dégradations

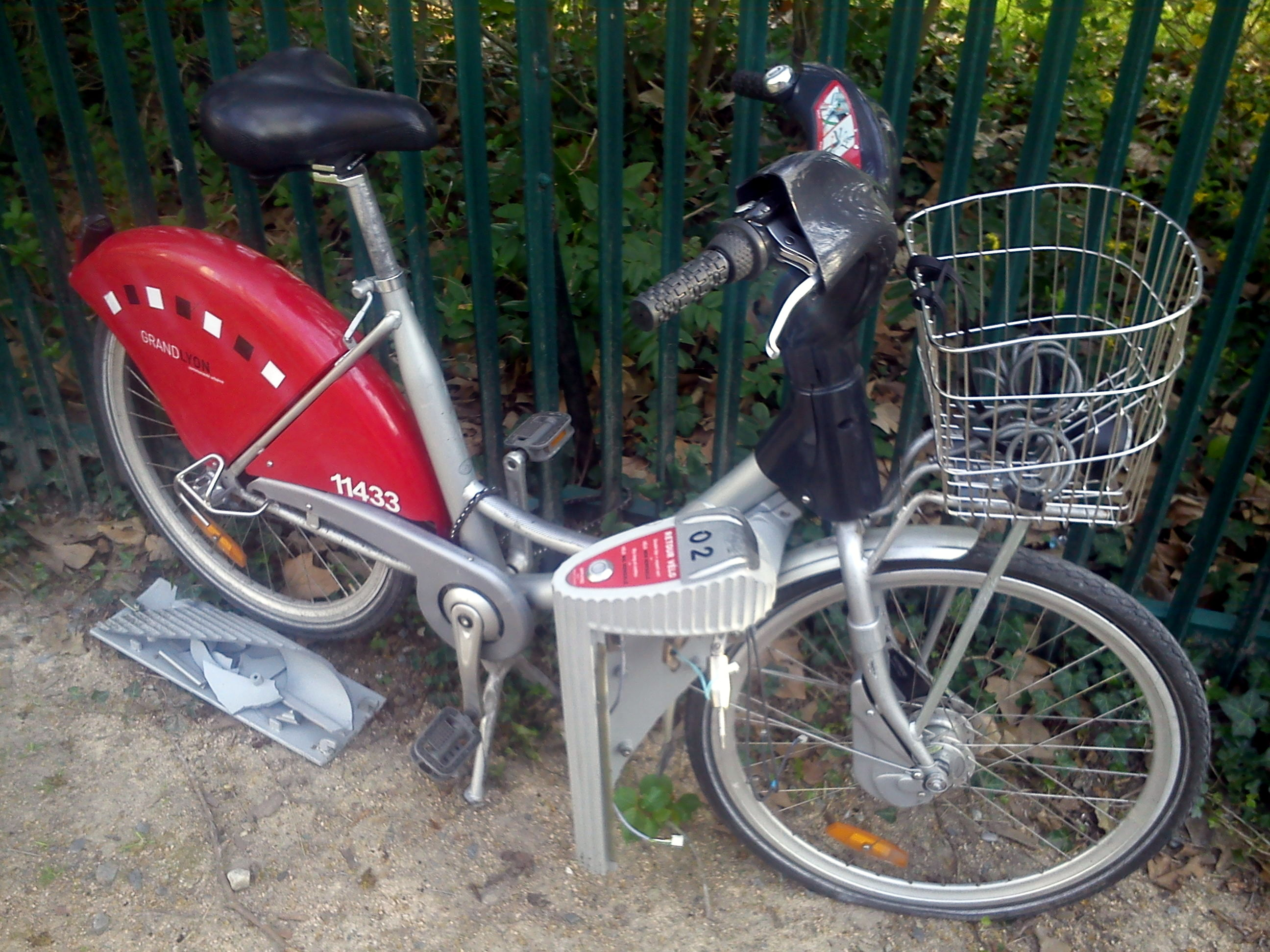
Un vélo'v arraché à sa borne.

Le nombre de Vélo'v volés ou dégradés s'élève à un quart du parc en 2013 ; même si 85 % d'entre eux sont retrouvés abandonnés ou dans des lieux insolites, leur état ne permet pas une remise en circulation du vélo'v. Les dégradations répétées sur une même station entraînent systématiquement une fermeture complète de la station pour quinze jours. En outre, le système d'attache aux bornes a été renforcé, et quelques stations de Lyon sont placées sous vidéosurveillance. Les malfaiteurs profitent d'un mauvais raccrochage du vélo'v à sa borne pour le subtiliser ou arrachent celui-ci de sa borne.

## Affichage publicitaire
Dans un contrat de treize ans, la société JCDecaux a obtenu d'installer 64 Mupi (sucettes d'affichages déroulantes à trois annonceurs) supplémentaires et 835 nouveaux abribus, pour la plupart dotés d'affichage publicitaire éclairé et déroulant.
D'autre part, 1 365 abribus déjà existants sont remplacés par de nouveaux abribus comportant pour la plupart de la publicité, déroulante et éclairée ; 635 Mupi sont également remplacées par des dispositifs déroulants et éclairés.
Les nouveaux dispositifs Mupi comportent une face de « communication institutionnelle » (incluant la communication sur les Vélo'v, comportant donc le nom de JCDecaux clairement voyant) et une face de publicité.

## Allègement des contraintes
Il faut 4 secondes pour délivrer un vélo de sa bornette contre 20 en 2005. Dans les stations les plus fréquentées, des bornes double accès ont été installées. D'autre part, de nombreuses applications permettent depuis un simple smartphone (et en particulier sur iPhone et Android) de trouver à proximité immédiate et en temps réel une station permettant de prendre ou de rendre un vélo.

## Récompenses
En 2012, d'après une enquête menée sur une quarantaine de systèmes de vélos en libre-service dans 18 pays européens, le Vélo'v de Lyon arrive en première position pour la qualité du service. Cette enquête combinait 4 critères : accessibilité, information, facilité de location et qualité des vélos.

## Identité visuelle

Logo de Vélo'v jusqu'au 13 novembre 2024
Logo de Vélo'v depuis le 13 novembre 2024
Logo de Vélo'v électrique depuis le 13 novembre 2024